# Liste der Monuments historiques in Amagne
Die Liste der Monuments historiques in Amagne führt die Monuments historiques in der französischen Gemeinde Amagne auf.

## Liste der Immobilien
| Bezeichnung      | Beschreibung            | Standort                 | Kennzeichnung | Schutzstatus | Datum | Bild           |
| ---------------- | ----------------------- | ------------------------ | ------------- | ------------ | ----- | -------------- |
| Kirche St-Martin | aus dem 13. Jahrhundert | Place Jean Moulin (Lage) | PA00078330    | Classé       | 1910  | weitere Bilder |

## Liste der Objekte
| Bezeichnung                      | Beschreibung | Standort                       | Kennzeichnung | Schutzstatus | Datum | Bild |
| -------------------------------- | --- | ------------------------------ | ------------- | ------------ | ----- | ---- |
| Hauptaltar und zwei Seitenaltäre | Altartisch des Hauptaltars, drei Retabel und zwei Reliefs; Stein, farbig gefasst, 18. Jahrhundert; Altarbild des Hauptaltars von Nicolas Wilbault | in der Kirche St-Martin (Lage) | PM08000013    | Classé       | 1969  |      |
| Grabstein                        | Stein, bezeichnet 1628 | in der Kirche St-Martin (Lage) | PM08000012    | Classé       | 1957  |      |